# Peperomia porphyridea
Peperomia porphyridea är en pepparväxtart som beskrevs av Friedrich Ludwig Diels. Peperomia porphyridea ingår i släktet peperomior, och familjen pepparväxter. Inga underarter finns listade i Catalogue of Life.